# Кумаратунга, Чандрика
Чандрика Бандаранаике Кумаратунга (синг. චන්ද්‍රිකා බන්ඩාරනායක කුමාරතුංග; род. 29 июня 1945) — премьер-министр Шри-Ланки в 1994, президент Шри-Ланки в 1994—2005, лидер Партии свободы Шри-Ланки.

## Биография
Родилась 29 июня 1945 года в Коломбо. Её отец, Соломон Бандаранаике, был основателем Партии свободы Шри-Ланки (ПСШЛ) и премьер-министром в 1956—1959 годах, мать, Сиримаво Бандаранаике, была первой в мире женщиной премьер-министром.
Среднее образование Кумаратунга получила в монастырской школе в Коломбо, затем пять лет изучала политологию в Парижском университете. Долгое время находилась в тени своей матери. Выйдя замуж за Виджайя Кумаратунга, вместе с ним основала Народную партию Шри-Ланки, а после его убийства в 1988 году тамильским террористом, возглавила её. В 1994 году Народная партия одержала победу на парламентских выборах, и Кумаратунга стала премьер-министром. На проходивших осенью того же года досрочных президентских выборах Кумаратунга одержала победу.

## Президентство
Несмотря на обещания интенсифицировать переговорный процесс с Тиграми освобождения Тамил Илама (ТОТИ), в реальности Кумаратунга ужесточила политику в отношении тамилов. За день до президентских выборов 2000 года на Кумаратунгу было совершено покушение, в котором она чудом выжила; но оно же помогло ей одержать победу над главным конкурентом — Ранилом Викрамасингхе. Тем не менее, тот взял реванш на парламентских выборах в октябре того же года, приведя к победе оппозиционную объединённую национальную партию. Правительство Викрамасингхе наладило диалог с ТОТИ, что вызвало недовольство Кумаратунги, которая в итоге объявила чрезвычайное положение и назначила досрочные выборы. В результате, возглавляемая президентом Народная партия в коалиции с левой сингальской националистической партией «Джаната Вимукти Перамуна» (ДВП) получила большинство в парламенте, и правительство возглавил ставленник Кумаратунги Махинда Раджапаксе.
В 2005 году политическая ситуация в стране вновь осложнилась — позиции Народной партии и ДВП разошлись по вопросу раздела международной помощи, предоставленной Шри-Ланке после разрушительного цунами 26 декабря 2004 года. ДВП выступила категорически против того, чтобы распределением средств в населённых тамилами районах распоряжалась ТОТИ, и в результате правящая коалиция распалась, а соглашение о разделе помощи было аннулировано Верховным судом. Далее, в августе 2005 года. Верховный суд страны постановил, что второй президентский срок Кумаратунги заканчивается в декабре 2005 года (а не в 2006 году, как утверждала Кумаратунга, ссылаясь на то, что предыдущие президентские выборы состоялись на год раньше срока). Несмотря на разногласия по ряду важных вопросов внутренней политики, на выборах Ч. Кумаратунга поддержала М. Раджапаксе, который в итоге одержал победу.